# Impôt sur les sociétés
L’impôt sur les sociétés selon la terminologie usitée en France, ou impôt des sociétés selon la terminologie belge est un impôt sur le revenu des entreprises. Il existe dans la majorité des pays. Son assiette est en général constituée du bénéfice ou de l'excédent brut d'exploitation des entreprises. Les taux d'imposition dans le monde sont différents et varient généralement entre 0 % et 45 %. Toutefois, une comparaison entre pays nécessite de prendre également en compte le taux d'imposition sur les dividendes.
La fiscalité dans l'Union européenne en général relève de la compétence des États-membres, mais il existe des efforts pour harmoniser la fiscalité sur les sociétés.

## Assiette
La mesure des profits imposables varie de pays à pays. Dans certains pays, par exemple, les États-Unis, le bénéfice imposable est calculé en fonction d'un ensemble de règles différentes de celles utilisées dans le calcul des bénéfices dans les états financiers. Les montants qui peuvent être déduits des dépenses d'investissement et des paiements d'intérêts varient considérablement de pays à pays.
Dans de nombreux pays, l’amortissement des immobilisations, calculé dans les états financiers (le « livre d'amortissement »), n'est pas déductible, et une déduction est accordée pour l'amortissement fiscal calculé sur une base différente. Aux États-Unis, l'amortissement fiscal est calculé selon une méthode connue sous le nom de MACRS. Au Royaume-Uni, l'amortissement fiscal, connu sous le nom de « capital des indemnités », est autorisé au lieu de réserver l'amortissement, généralement au taux de 25 % par an (20 % à partir du 1er avril 2008) sur une réduction de l'amortissement. En France, l’amortissement est autorisé, dans certaines catégories de taux par l'actif fixées par la loi.

## Imposition des dividendes
Un problème dans la fiscalité des entreprises surgit avec l'imposition des actionnaires qui reçoivent des dividendes ou des distributions sur les bénéfices d'une société qui ont déjà été taxés. Cela contraste avec un partenariat ou entreprise individuelle, où le propriétaire de l'entreprise est généralement imposé sur les bénéfices de l'entreprise et non pas sur les distributions de bénéfices. Différentes solutions sont adoptées pour résoudre ce problème :
- La société peut ne pas être imposée, mais, dans ce cas, les actionnaires sont imposés sur les profits de l'entreprise, pas sur les distributions. Cette méthode est adoptée par les États-Unis, cela seulement pour les sociétés détenues par un petit nombre d'actionnaires, ce que l'on appelle PME.
- Dans le cadre d'un système d’impôt, une partie ou la totalité de la taxe payée par l'entreprise peut être attribuée au prorata aux actionnaires par le biais d'un crédit d'impôt, afin de réduire l'impôt sur le revenu payable sur une distribution. Ce sont les systèmes d'imputation en France et Nouvelle-Zélande. De 1973 à 1999, le Royaume-Uni a utilisé un système d'imputation partielle, où les actionnaires pouvaient réclamer un crédit d'impôt reflétant l’impôt prépayé sur les sociétés ("advance corporation tax" ou ACT) versée par une entreprise lors de la distribution. Une entreprise pouvait soustraire l’impôt prépayé sur les sociétés de son imposition annuelle.
- Les distributions telles que dividendes peuvent être totalement ou partiellement exonérées d'impôt :
  - L’Autriche et l’Allemagne exploitent un système de "revenu double" sur les distributions, où seulement la moitié des distributions est soumise à la taxe, ou, de façon équivalente, le taux d'imposition est réduit de moitié.
  - Les Pays-Bas exploitent un système exonération de participation en vertu duquel certaines distributions sont exonérées d'impôt.
  - Au Canada, les dividendes imposables des actionnaires peuvent bénéficier d'un crédit d'impôt sur les dividendes pour compenser les impôts déjà payés par la société.
  - Aux États-Unis, les revenus de dividendes des grandes sociétés, dites « C-companies », sont généralement imposés à un taux inférieur à celui des autres revenus. Le revenu des dividendes reçus par d'autres sociétés sont totalement ou partiellement exonérés (ce qu’on appelle la déduction du dividende reçu ou « dividends-received deduction »).

Si aucune de ces méthodes n'est utilisée, il en résulte une forme de double imposition.

## Imposition des revenus de la propriété intellectuelle
Depuis quelques années, un nombre croissant de juridictions tentent de favoriser l'économie numérique en rendant plus attractive l'imposition des revenus des brevets et royalties. Ces avantages fiscaux sont connus sous le nom de « Patent Box » ou IP-Box. Ce type de réglementation existe dans les pays suivants :
- Irlande
- France
- Pays-Bas
- Belgique
- Luxembourg
- Espagne
- Suisse

## Les taux d'imposition
Les taux d'imposition dans le monde varient considérablement, tant dans leur taux d'imposition statutaire ou « taux légal », et si l’on considère leurs taux marginaux d'imposition effectifs ou « taux effectifs » en prenant en compte toutes les déductions possibles, il devient impossible d’établir une simple comparaison des taux d'imposition entre les pays. Dans certains pays, par exemple les États-Unis, le Canada et la Suisse, les gouvernements infranationaux perçoivent également des impôts, ce qui complique le calcul des taux d'imposition. De plus, une comparaison entre pays nécessite de prendre également en compte le taux d'imposition sur les dividendes.
| Pays               | Taux d'impôt sur les sociétés (2019) | Taux d'imposition des dividendes (2019) | Taux d'imposition combiné (2019) |
| ------------------ | ------------------------------------ | --------------------------------------- | -------------------------------- |
| Irlande            | 12,5 %                               | 51,0 %                                  | 57,1 %                           |
| Corée du Sud       | 27,5 %                               | 40,3 %                                  | 56,7 %                           |
| Canada             | 26,8 %                               | 39,3 %                                  | 55,6 %                           |
| France             | 32,0 %                               | 34,0 %                                  | 55,1 %                           |
| Danemark           | 22,0 %                               | 42,0 %                                  | 54,8 %                           |
| Belgique           | 25 %                                 | 30,0 %                                  | 47.5%                            |
| Portugal           | 31,5 %                               | 28,0 %                                  | 50,7 %                           |
| Royaume-Uni        | 19,0 %                               | 38,1 %                                  | 49,9 %                           |
| Israël             | 23,0 %                               | 33,0 %                                  | 48,4 %                           |
| Allemagne          | 29,9 %                               | 26,4 %                                  | 48,4 %                           |
| États-Unis         | 25,9 %                               | 29,3 %                                  | 47,6 %                           |
| Australie          | 30,0 %                               | 24,3 %                                  | 47,0 %                           |
| Norvège            | 22,0 %                               | 31,7 %                                  | 46,7 %                           |
| Autriche           | 25,0 %                               | 27,5 %                                  | 45,6 %                           |
| Suède              | 21,4 %                               | 30,0 %                                  | 45,0 %                           |
| Japon              | 29,7 %                               | 20,3 %                                  | 44,0 %                           |
| Italie             | 24,0 %                               | 26,0 %                                  | 43,8 %                           |
| Pays-Bas           | 25,0 %                               | 25,0 %                                  | 43,8 %                           |
| Finlande           | 20,0 %                               | 28,9 %                                  | 43,1 %                           |
| Espagne            | 25,0 %                               | 23,0 %                                  | 42,3 %                           |
| Mexique            | 30,0 %                               | 17,1 %                                  | 42,0 %                           |
| Luxembourg         | 24,9 %                               | 21,0 %                                  | 40,7 %                           |
| Slovénie           | 19,0 %                               | 25,0 %                                  | 39,3 %                           |
| Grèce              | 28,0 %                               | 15,0 %                                  | 38,8 %                           |
| Suisse             | 21,1 %                               | 21,1 %                                  | 37,8 %                           |
| Islande            | 20,0 %                               | 22,0 %                                  | 37,6 %                           |
| Chili              | 25,0 %                               | 13,3 %                                  | 35,0 %                           |
| Turquie            | 22,0 %                               | 17,5 %                                  | 35,0 %                           |
| Pologne            | 19,0 %                               | 19,0 %                                  | 34,4 %                           |
| Nouvelle-Zélande   | 28,0 %                               | 6,9 %                                   | 33,0 %                           |
| République tchèque | 19,0 %                               | 15,0 %                                  | 31,2 %                           |
| Lituanie           | 15,0 %                               | 15,0 %                                  | 27,8 %                           |
| Slovaquie          | 21,0 %                               | 7,0 %                                   | 26,5 %                           |
| Hongrie            | 9,0 %                                | 15,0 %                                  | 22,7 %                           |
| Estonie            | 20,0 %                               | 0,0 %                                   | 20,0 %                           |
| Lettonie           | 20,0 %                               | 0,0 %                                   | 20,0 %                           |

### En Allemagne
En Allemagne, le taux d'imposition des sociétés est de 15 %. En outre, est ajouté un supplément applicable dit de solidarité de 5,5 % sur la base du montant de l'impôt de telle manière que le taux d'imposition total est de 15,825 % du bénéfice imposable.

### En France
En France, l’impôt sur les sociétés (IS) a pour base le résultat fiscal de la société. Il représentait environ 32,9 milliards d’euros de recettes fiscales pour l'État en 2016. Le taux normal de l'IS était de 33,33 % de 1993 à 2018, auquel pouvait se rajouter la contribution sociale sur l'IS de 3,3 % de l'IS. Le gouvernement d'Edouard Philippe a ramené progressivement le taux pour toutes les entreprises à 25 % de 2018 à 2022, afin de limiter la concurrence fiscale,.
Le taux réduit de 15 % s'applique pour certaines petites et moyennes entreprises : si le chiffre d'affaires hors taxes de l'entreprise est inférieur à 7 630 000 €, le taux de l'IS peut être réduit à 15 %, sur la fraction de leur bénéfice fiscal ne dépassant pas 42 500 € (certaines autres conditions doivent être respectées : capital entièrement libéré et détenu à 75 % par des personnes physiques ou société présentant ces mêmes caractéristiques).
En outre, les entreprises dont le chiffre d'affaires est supérieur à 250 millions d'euros ont supporté jusqu'en 2016 une majoration de 10,7 % de cet IS portant le taux global dans ce cas à 33,33 + (10,7 % x 33,33) + (3,3 % x 33,33) = 38 %. 

### Aux États-Unis
Aux États-Unis, le taux le plus élevé d’impôt marginal fédéral sur les sociétés ayant des revenus supérieurs à 18,3 millions $ est de 40 % (alors qu’il peut être de seulement 15 % pour les sociétés dont les revenus sont inférieurs à 50 000 $). Les sociétés sont aussi imposées par la plupart des États fédérés, mais la taxe de l'État locale peut être déduite dans le calcul de l'impôt fédéral, de sorte que le taux d'imposition global n'est pas simplement la somme des deux taux d'imposition.
À la suite de la réforme fiscale adoptée à la fin de l'année 2017 (Tax Cuts and Jobs Act of 2017), le montant de l'impôt sur les sociétés est passé de 35 à 21 %.

### Au Royaume-Uni
Au Royaume-Uni, le principal impôt sur les sociétés a été réduit le 1er avril 2008 de 30 % à 28 %. Cela s'applique aux entreprises ayant un bénéfice imposable supérieur à 1,5 M£. Les entreprises avec des bénéfices imposables inférieur à 300 000 £ payent l'impôt au taux diminué de 21 %, avec un taux dégressif pour les bénéfices inférieurs à 1,5 M£. L’imposition des bénéfices dépend de la fourchette dans laquelle l'entreprise se situe, c'est-à-dire qu’une société avec des profits de 2 millions £ paye un impôt au taux de 28 % sur tous ses profits.
Des données détaillées sont disponibles pour les pays les plus développés, c'est-à-dire ceux de l’Organisation de coopération et de développement économiques.

### En Irlande
L'Irlande a le taux d'imposition des sociétés à 12,5 %.

### En Belgique
Depuis la réforme sur l'impôt des sociétés de 2019, la Belgique a baissé son taux d'imposition sur les bénéfices à 25 % sur les grandes entreprises et jusqu'à 20 % pour les petites entreprises sous certaines conditions. De plus, la Belgique se distingue de ses voisins européens en ayant un impôt nul sur les plus-values immobilière et financière de long terme, d'où sa réputation de pays peu imposé. Cependant, elle reste le troisième pays le plus imposé sur le revenu, avec des taux d'imposition atteignant les 50 % à partir de 45 000 euros de revenu brut par an.  

## Taux d'imposition minimal des entreprises au niveau mondial
Des réflexions sont en cours depuis 2021 dans les pays de l’Organisation de coopération et de développement économiques (OCDE) pour mettre fin à la concurrence fiscale entre les pays. Elle viserait à fixer un taux d'imposition minimum pour éviter la concurrence fiscale. Les États-Unis ont proposé à leurs partenaires de l'OCDE de fixer à 15 % « au moins » le taux d’imposition sur les bénéfices des multinationales.
Le 8 octobre 2021, un accord est trouvé entre 136 pays de l'OCDE pour un impôt mondial sur les multinationales fixé à 15 %. L'accord ne devrait toutefois pas entrer en vigueur avant au moins 2024.
Au 3 août 2025, l'accord n'est toujours pas ratifié par le Congrès des États-Unis.